# Georges de la Nézière
Georges de la Nézière (ur. 31 lipca 1878 w Paryżu, zm. 9 października 1914 w Monchy-au-Bois) – francuski lekkoatleta i konstruktor.
W 1884 zaczął uczęszczać do szkoły z internatem, a w 1888 wyjechał za granicę (do Belgii i Niemiec).
W 1896 wystąpił na igrzyskach olimpijskich w biegu na 800 m. Odpadł w pierwszej rundzie zajmując 3. miejsce w swoim biegu eliminacyjnym.
W 1898 zainteresował się samochodami, a rok później stworzył model pojazdu. 14 listopada 1899 wstąpił do wojska.
W 1903 ożenił się z Helen, z którą miał dwoje dzieci.
W 1908 rozpoczął prace nad konstrukcją samolotu, które wpędziły go w kłopoty finansowe.
W 1914 został powołany do 26. pułku piechoty walczącego na froncie pierwszej wojny światowej. Zginął 9 października 1914.
Miał dwóch braci, którzy byli malarzami: Raymonda (ur. 21 lutego 1865 w Strasburgu, zm. 23 stycznia 1953) i Josepha (ur. 5 sierpnia 1873 w Bourges, zm. 15 kwietnia 1944 w Casablance).